# Shosuke Murakami
Shōsuke Murakami (村上正典 Murakami Shōsuke), japansk film-, tv-serie och teaterregissör. Regissör av filmen Densha Otoko. Assisterande regissör till Howaito Auto, Warai no Daigaku och NINxNIN Ninja Hattori-kun THE MOVIE.